# Arbudas bicolor
Arbudas bicolor är en fjärilsart som beskrevs av Moore 1879. Arbudas bicolor ingår i släktet Arbudas och familjen bastardsvärmare. Inga underarter finns listade i Catalogue of Life.